# Nupserha rufobasipennis
Nupserha rufobasipennis là một loài bọ cánh cứng trong họ Cerambycidae.